# Sint-Jozefkapel (Meerssen)

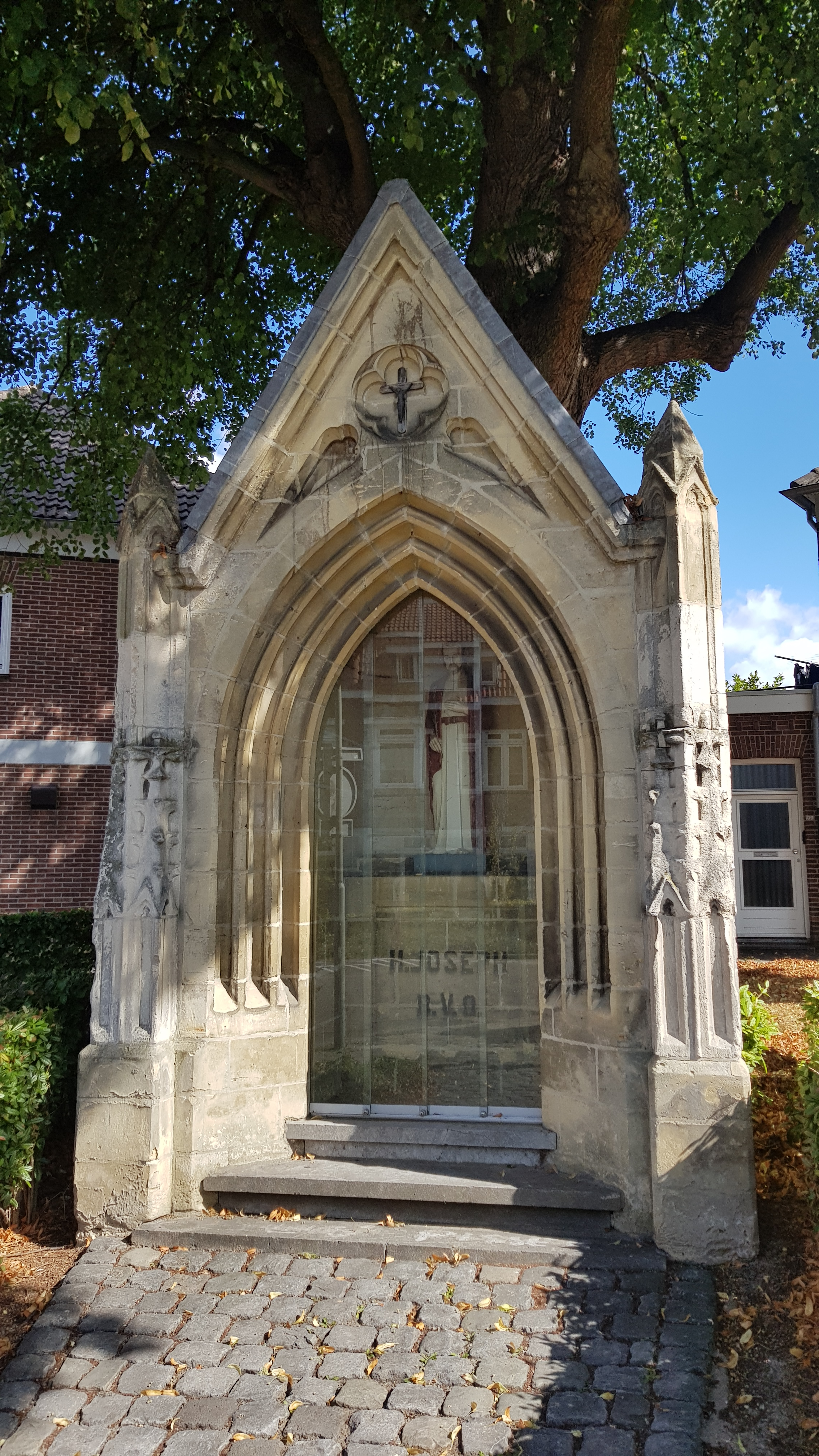
Sint-Jozefkapel

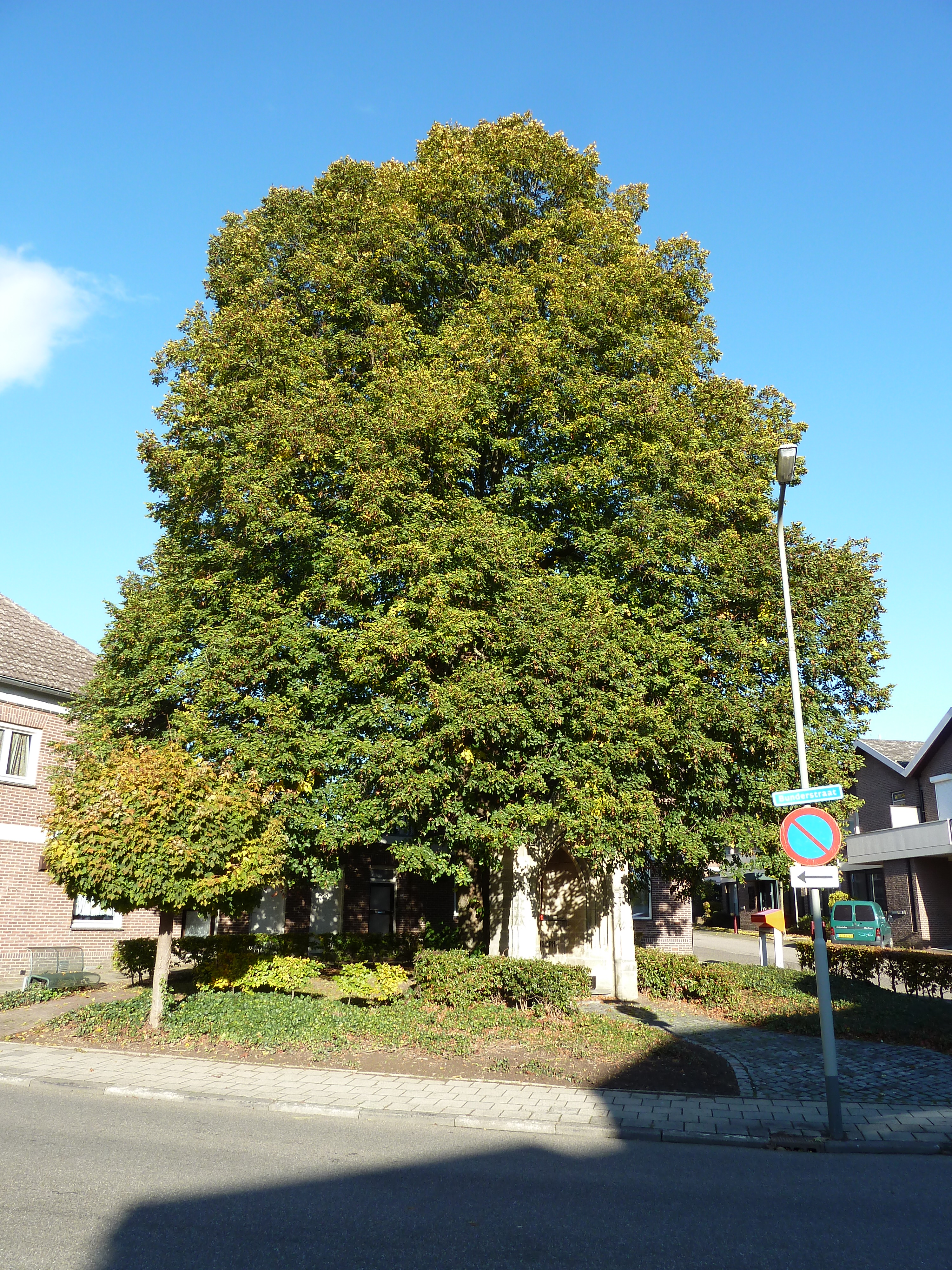
Sint-Jozefkapel onder de linde

De Sint-Jozefkapel is een kapel in Meerssen in de Nederlands Zuid-Limburgse gemeente Meerssen. De kapel staat op een driehoekig terrein aan de kruising van de Bunderstraat met de Sint Josephstraat en de Hoogveldweg. Op ongeveer 750 meter naar het zuidoosten staat de Basiliek van het H. Sacrament en op ongeveer 180 meter naar het noordoosten staat de Jozef Arbeiderkerk.
De kapel is gewijd aan Sint-Jozef.

## Geschiedenis
Omstreeks 1930 werd de kapel gebouwd door de familie Budé samen met de Jonkheid van de Bunderstraat, Weerterbroek en Veldstraat, naar het ontwerp van architect August Hoen uit Meerssen.
In 1979-1980 werd de kapel gerenoveerd.
Op 12 maart 1997 werd de kapel ingeschreven in het rijksmonumentenregister.

## Bouwwerk
De bidkapel staat onder een grote lindeboom en is gebouwd in neogotische stijl ter aansluiting op de in maasgotiek gebouwde Basiliek van het H. Sacrament. De kapel is opgetrokken in Limburgse mergel op een rechthoekig plattegrond en heeft een spitsboogvormige portaal met archivolten. De voorgevel heeft op de hoeken overhoekse steunberen waarop pinakels zijn aangebracht en boven het portaal bevindt zich nog een wimberg voorzien van vierpas en twee visblazen. De kapel heeft een op trompen rustend tongewelf en wordt gedekt door een schilddak met leien.
In de kapel bevindt zich een mergelstenen altaartafel waarop een beeld van de heilige Jozef is geplaatst. Aan de voorkant van het altaar is de tekst H. Joseph B.V.O. aangebracht.